# Metru mezs
Metru mezs este o arie protejată (arie specială de conservare — SAC, sit de importanță comunitară — SCI, arie de protecție specială avifaunistică — SPA) din Letonia întinsă pe o suprafață de 77,48 ha, integral pe uscat.

## Localizare
Centrul sitului Metru mezs este situat la coordonatele 57°20′16″N 26°27′33″E / 57.3379°N 26.4592°E.

## Înființare
Situl Metru mezs a fost declarat arie de protecție specială avifaunistică în decembrie 2003 pentru a proteja 1 specie de animale. Alte tipuri de protecție:
- sit de importanță comunitară (în mai 2004)
- arie specială de conservare (în mai 2004)[1][3][4]

## Biodiversitate
Situată în ecoregiunea boreală, aria protejată conține 3 habitate naturale: Taiga vestică, Mlaștini împădurite, Păduri central-europene de pin scoțian cu licheni.
La baza desemnării sitului se află o specie protejată de  păsări:  cocoș de munte (Tetrao urogallus)
Pe lângă speciile protejate, pe teritoriul sitului au mai fost identificate 2 specii de plante.